# Cristian Revainera
Cristian Hernán "El Palomo" Revainera (Ciudad de Buenos Aires, Argentina, 14 de julio de 1982) es un futbolista profesional argentino que se desempeña como centrocampista. Actualmente se encuentra sin club.

## Historia
Formado en las inferiores del Club Atlético Boca Juniors, Revainera fue traspasado a Berazategui donde hizo su debut como profesional en 2001. 
Por su visión de juego lo suelen señalar como un «playmaker» o «enganche» clásico, con características de enlace entre el mediocampo y el ataque. 
En su partido debut, con el Deportes La Serena de la Serie B de Chile, en la «Noche Granate» convirtió 2 goles, logrando la victoria frente al Club de Deportes Naval de Talcahuano.

## Clubes
| Club                        | País                 | Año         |
| --------------------------- | -------------------- | ----------- |
| Berazategui                 | Argentina            | 2001 - 2002 |
| Defensa y Justicia          | Argentina            | 2002 - 2003 |
| Boca Juniors                | Argentina            | 2003 - 2004 |
| Argentino de Quilmes        | Argentina            | 2004 - 2005 |
| Platense                    | Argentina            | 2005 - 2006 |
| Club Atlético Alvarado      | Argentina            | 2006 - 2007 |
| Club Atlético Temperley     | Argentina            | 2007 - 2008 |
| NK Čelik Zenica             | Bosnia y Herzegovina | 2008 - 2009 |
| C.A. Tiro Federal Argentino | Argentina            | 2009 - 2010 |
| T.F. y Deportivo Morteros   | Argentina            | 2010 - 2011 |
| Villa Garibaldi             | Argentina            | 2011 - 2012 |
| 3 de Febrero                | Paraguay             | 2012        |
| Deportes La Serena          | Chile                | 2013 - 2014 |
| Berazategui                 | Argentina            | 2014 - 2015 |
| Club Atlético Pantoja       | República Dominicana | 2015 - 2016 |
| Berazategui                 | Argentina            | 2016 - 2017 |
| C.S.D Unión y Fuerza        | Argentina            | 2017 - 2018 |
| Club Sportivo Dock Sud      | Argentina            | 2018 - 2019 |